# Iveta Kaczarová
Iveta Kaczarová (szül. Tóth; Nyustya, 1957. április 10.) régész, múzeumigazgató.

## Élete
Sőregen és Füleken járt alapiskolába, tanulmányait 1972-1976 között a füleki gimnáziumban folytatta. 1976-1981 között a Comenius Egyetem Régészet szakán végzett. Ezt követően 1981-1982-ben a Nyitrai Régészeti Intézetben helyezkedett el, majd a füleki, később losonci székhelyű Nógrádi Múzeum munkatársa (régész, etnográfus, dokumentátor) lett. 1994-től 2023 végéig az intézmény igazgatója, melyet 2004-ben összevontak a Galériával is. 2024-től nyugdíjas.
1983-tól a Szlovák Régészeti Társaság tagja. 2011-től tagja, majd 2017-2020 között a Szlovákiai Múzeumi Szövetség elnöke volt. Nemzetközi keramikus szimpóziumokat szervezett.
Ásatott többek között Pincen (középkori templom), Bozitán, Gácson, Persén, Ipolygalsán, Füleken és Losoncon.

## Elismerései
- 1996 Emléklap, Fülek[5]
- 2017 Szlovákiai Múzeumi Szövetség Emléklapja

## Művei
- 1996 Kúzlo skla. Múzeum 41/3
- Fiľakovo 1246 – 1996 (tsz.)

Több múzeumi kiadványt (például Ján Šalamún Petian–Petény, Husiti na Slovensku, História a súčasnosť múzejníctva v Novohrade) szerkesztett, illetve az AVANS sorozatban publikált.